# Леманн, Роберт
Ро́берт Ле́манн (англ. Robert Lehmann; род. 9 января 1984 года, Эрфурт) — немецкий конькобежец.

## Биография
В возрасте 4 лет начал заниматься фигурным катанием, а в возрасте 8 лет перешёл в конькобежцы. В 2003 году в японском Кусиро стал вице-чемпионом мира среди юниоров.
В 2005 году Леманн впервые поднялся на подиум чемпионата Германии, став вице-чемпионом страны в многоборье. Год спустя спортсмен стал бронзовым призёром первенства Германии в малом многоборье. На чемпионате Германии на отдельных дистанциях в 2007 году Роберт Леманн стал вице-чемпионом страны на дистанции 5000 метров, и бронзовым призёром на дистанции 1500 метров
.
По итогам чемпионата Германии в многоборье, состоявшемся в Инцелле в январе 2008 года, Леманн стал призёром на всех четырёх дистанциях. Конькобежец стал быстрейшим на трёхкилометровой дистанции, в забегах на 1500 и 500 метров остался вторым, а на 5000 метров — третьим
.
В кубке мира выступает с 2005 года, но выше 20-го места по итогам сезона не поднимался. Спортсмен неоднократно принимал участие в чемпионатах мира на отдельных дистанциях, самым удачным из которых для него стал турнир 2011 года, где Леманн занял 16-е места в забегах на 1500 и 5000 метров и остановился в шаге от пьедестала в командном преследовании (вместе с Марко Вебером и Тобиасом Шнайдером)
.
В 2006, 2010 и 2014 годах Роберт Леманн участвовал в зимних Олимпийских играх. В Турине немец стартовал на дистанции 1500 метром (36-е место) и в командном преследовании (7-е место). В Ванкувере он занял 26-е место в забеге на 5000 метров. В Сочи спортсмен также пробежал только одну дистанцию (1500 метров), показав 27-й результат.